# 7328-as mellékút (Magyarország)
A 7328-as számú mellékút egy több mint 43 kilométer hosszú, négy számjegyű mellékút Veszprém és Zala vármegyék területén. Sümeg városát köti össze utóbbi vármegye székhelyével, Zalaegerszeggel. Története legalább a középkorig nyúlik vissza, de egyes szakaszain már az ókori Római Birodalom idején is fontos út húzódhatott.

## Nyomvonala
A Veszprém vármegye részét képező Sümegi járás székhelyén, Sümeg központjának északi részén indul, egy körforgalomból, ugyanott, ahol a Devecserről érkező 7324-es út a jelenleg érvényes kilométer-számozása szerint véget ér, bő 21 kilométer után. [Úgy tűnik, hogy korábban a 7324-es útszámozás a város teljes központján végighúzódott és Sümeg déli részén ért véget.] Kezdeti szakasza az Alkotmány utca nevet viseli és délnyugat felé indul. 500 méter után nyugatnak fordul: ott kiágazik belőle a 73 316-os út, dél-délkeleti irányban, amely Sümeg vasútállomásra vezet, majd onnan még továbbhalad a történelmi városközpont felé.
0+600-as kilométerszelvénye közelében az út keresztezi a MÁV 26-os számú Balatonszentgyörgy–Tapolca–Ukk-vasútvonalát, majd a folytatásban a Mihályfai utca nevet veszi fel, rövidesen pedig teljesen elhagyja a város házait. 3,5 kilométer megtétele előtt kevéssel keresztezi a Marcal folyását, majd rögtön utána Sümeg, Kisvásárhely és Mihályfa hármashatárához ér; e két utóbbi település már Zala vármegyéhez, azon belül a Zalaszentgróti járáshoz tartozik.
A folytatásban az út egy ideig e két község határvonalát kísérve húzódik, majd a 4+800-as kilométerszelvényétől teljesen mihályfai területre ér. 5,6 kilométer után ágazik ki belőle észak felé a 73 165-ös út, ez vezet Kisvásárhely központjába, majd onnan még tovább északra, a falu Fiatalospuszta nevű külterületi településrészére, ahol 3 kilométer megtétele után ér véget (bár önkormányzati útként továbbhalad egészen a Veszprém vármegyei Gógánfa településig). Mihályfa lakott területét az út 6,4 kilométer után éri el, ott a Kossuth Lajos utca nevet veszi fel, és a központjában, a 7. kilométere után kiágazik belőle dél felé a 73 166-os út; ez Óhíd központjába vezet, ahol a 7331-es útba torkollva ér véget, 3,5 kilométer után.
Az elágazást követően az út egy kicsit északabbnak fordul, 7,9 kilométer teljesítése után elhagyja Mihályfa lakott területét. A 10. kilométerénél lép át Szalapa területére, ott a Fő utca nevet viseli, és ezen a néven több irányváltása is van. Kevéssel ezután, délnyugati irányban hagyja el a falut, majd annak nyugati határszélén, majdnem pontosan a 12. kilométerénél keresztezi a 7331-es utat, amely itt észak-déli irányt követve halad Szalapa és Türje határvonalán.
Türje házait kicsivel a 14. kilométere előtt éri el az út, amely itt a Dózsa György út nevet veszi fel. A központban beletorkollik, 5,8 kilométer megtétele után déli irányból, Zalaszentgrót felől a 7353-as út, ezután egy kis szakaszon Szabadság tér, majd Kossuth Lajos utca lesz a neve. A faluközpont nyugati részén, a 15+400 kilométerszelvénye előtt még egy elágazása következik: itt ágazik ki belőle a 7355-ös út, amely Türje megállóhelyet is érintve, majd a megyehatárt átlépve, a már Vas vármegyéhez tartozó Bögöte központjába vezet, és a 8-as főútba torkollva ér véget, a falu területének északi peremén, bő 13,5 kilométer után. A 7328-as út 17,3 kilométer megtétele után hagyja csak el Türje utolsó házait, majd utána rögtön keresztezi a 25-ös számú Bajánsenye–Zalaegerszeg–Ukk–Boba-vasútvonalat.
A 18+100-as kilométerszelvénye után lép át Batyk területére, a falu első házait a 20+200-as kilométerszelvényénél éri el, onnan a központig a Béke utca nevet viseli, nagyjából nyugat felé húzódva. A centrumban délnek fordul és a Fő utca nevet veszi fel, így ér el a belterület déli szélén, 21+500-as kilométerszelvénye közelében egy kereszteződést: az innen kelet felé induló út a 73 358-as számozást viseli, és bő 600 méter után Zalabér-Batyk vasútállomás felvételi épületénél ér véget, míg nyugat felé a 7359-es út ágazik ki: ez Zalavégre vezet és a Vas vármegyei Mikosszéplak külterületének keleti részén ér véget. Az út kevéssel ezután keresztezi a vasutat, és ismét nyugatabbi irányt vesz.
21,9 kilométer után ér be Zalabér közigazgatási területére és a Zala folyó irányát követve halad tovább. A 22+300-as kilométerszelvényénél torkollik bele dél felől a 7352-es út, ezen juthatunk be Zalabér központjába is; majd a 23. kilométere előtt újabb elágazása következik: itt a 7361-es út ágazik ki Bérbaltavár és Vasvár irányába. A 7328-as ezután újból délebbi irányba kanyarodik és kevéssel a 24. kilométerét elhagyva Pakod területére ér, ahol a Fő út nevet veszi fel. A faluközpontban, a 25+600-as kilométerszelvényénél egy alsóbbrendű út ágazik ki belőle dél felé: ez a 73 205-ös út, ami 2,5 kilométer megtétele után a zsákfalunak számító Dötk központjába vezet. A 25+750-es kilométerszelvényénél az út ismét keresztezi a vasutat, a folytatása Pakod belterületének délnyugati széléig Csány László utca néven halad tovább.
28,6 kilométer után érkezik a következő település, Pókaszepetk területére, ez a község már a Zalaegerszegi járás területén fekszik. Az út végig az egész községben Petőfi Sándor utca néven halad; előbb Sanyarú településrészt érinti, majd Szepetk településrészen halad keresztül – itt ágazik ki belőle, a 30+200-as kilométerszelvényénél a 7385-ös út, Nagytilajon át Bérbaltavárra, és torkollik bele, a 30+550-es kilométerszelvényénél, 21,8 kilométer megtétele után a 7362-es út –, majd a kissé különálló Pókafa településrészen húzódik végig. A 32. kilométere után lép ki a község területéről.
Kemendollár a következő érintett települése, melynek azonban csak Ollár falurészén halad végig, a 33-34. kilométerei között, Kossuth Lajos utca néven; Kemendre és onnan a zsákfalunak számító Vöcköndre csak a bő 3 kilométer hosszú, 73 221-es mellékút vezet, amely a 33+600-as kilométerszelvényénél ágazik ki a 7328-as útból. A 34+700-as kilométerszelvénytől Alibánfa következik, ennek a községnek azonban csak az északi peremén halad el az út, a belterületet egyedül a 7354-es út tárja fel, amely itt csatlakozik be ebbe az útba, utóbbi 36+550-es kilométerszelvényénél, dél felől.
Kicsivel ezután, a 37. kilométerénél, Alibánfa és Zalaszentiván határán keresztezi a 25-ös számú Boba–Bajánsenye-vasútvonal egykori, 1968 körül megszüntetett nyomvonalát. Innentől ez utóbbi község területén halad, sőt rögtön ezután a lakott területét is eléri. Előbb a Zrínyi Miklós utca nevet viseli, így ágazik ki belőle, a 37+400-as kilométerszelvényénél, dél felé a 73 362-es út az 1968-ban átadott Zalaszentiván vasútállomás irányába, majd pár száz méterrel ezután irányt vált és Kossuth Lajos utca lesz a neve. A 38+350-es kilométerszelvényénél kiágazik belőle észak felé a 73 222-es út, Zalaszentlőrincre, a 7328-as pedig nyugat-délnyugati irányba fordul és Hunyadi János utca néven halad a falu széléig. Előtte még, 38,6 kilométer után szintben keresztezi a MÁV 17-es számú Szombathely–Nagykanizsa-vasútvonalát, illetve rögtön ezután beletorkollik a 7364-es út délkelet felől, Pethőhenye irányából, alig több mint 3 kilométer megtétele után. A falu nyugati szélén még egy keresztezése említendő: a 39. kilométerét elhagyva, Kisfaludpuszta településrész mellett újból keresztezi a bajánsenyei vasút megszüntetett nyomvonalát, melynek helyén ezen a szakaszon ma kerékpárút húzódik.
40,3 kilométer megtétele után éri el az út Zalaegerszeg határát, majd a 41+300 kilométerszelvénye közelében egy rövid szakaszon Pózva városrész házai között halad át. Kevéssel ezután véget is ér, a városközponttól messze északra, Nekeresd városrész délkeleti szélén, belecsatlakozva a 74-es és 76-os főutak közös szakaszának egy körforgalmú csomópontjába; a 74-es kilométer-számozása itt 50,5, a 76-osé 56,5 kilométer környékén jár. Egyenes folytatása alig több mint 300 méteren a 7428-as számozást viseli, onnantól tovább pedig 7406-os számozással folytatódik tovább, Gébárt és Andráshida városrészek határáig.
Teljes hossza, az országos közutak térképes nyilvántartását szolgáló kira.gov.hu adatbázisa szerint 43,211 kilométer.

## Települések az út mentén
- Sümeg
- (Kisvásárhely)
- Mihályfa
- Szalapa
- Türje
- Batyk
- Zalabér
- Pakod
- Pókaszepetk
- Kemendollár
- Alibánfa
- Zalaszentiván
- Pózva
- Zalaegerszeg

## Története
A mai Sümeg és Zalabér térsége között már a római időkben húzódott út, ami Zalabér felől északnyugati irányban, Savaria, vagyis a mai Szombathely, Sümegtől pedig a Balaton nyugati végének érintésével Sopianaen (a mai Pécsen) át Mursáig (Eszékig) folytatódott.
A középkorban, a XIII. század környékén ugyancsak fontos útként említenek az oklevelek egy olyan utat, amely Tapolcáról Sümegre, majd onnan nyugatra haladva elérte a Zala vizét és annak folyását követve a Barlabáshida – Pakod – Egerszeg – Cséb vámhelyek érintésével, Lövőnél elhagyta a vármegye területét. Egy hasonló nyomvonalat követő utat később is sok okirati forrás említ.

## Hídjai
Zala vármegyében hét jelentősebb hídja van, ezek az alábbiak:
- a 3+418-as kilométerszelvényében a mihályfai Marcal-patak-híd, ez 1960-ban épült fordított T-tartós szerkezettel, nyílásköze 8,0 méter, teljes szerkezeti hossza 9,2 méter;
- a 8+566-os kilométerszelvényében a szalapai Fenyősi-patak-híd, ez 1957-ban épült monolit vasbetonlemez szerkezettel, nyílásköze 10,0 méter, teljes szerkezeti hossza 11,3 méter;
- a 17+373-es kilométerszelvényében a türjei vasút feletti híd, ez 1969-ben épült monolit és előregyártott vasbeton szerkezettel, legnagyobb nyílásköze 40,4 méter, teljes szerkezeti hossza 68,7 méter;
- a 19+887-es kilométerszelvényében a türjei Berek-patak-híd, ez 1939-ben épült monolit vasbetonlemez szerkezettel, nyílásköze 2,5 méter, teljes szerkezeti hossza 3,7 méter;
- a 21+950-es kilométerszelvényében a batyki Széplaki-patak-híd, ez 1969-ben épült monolit vasbetonlemez szerkezettel, nyílásköze 14,2 méter, teljes szerkezeti hossza 15,2 méter;
- a 31+219-es kilométerszelvényében egy időszakos vízfolyás feletti híd Pókaszepetknél, ez 1971-ben épült fordított T-tartós szerkezettel, nyílásköze 7,0 méter, teljes szerkezeti hossza 8,0 méter;
- a 38+851-es kilométerszelvényében a zalaszentiváni feszített lemezhíd, ez 1952-ben épült előfeszített vasbeton pallószerkezettel, nyílásköze 7,0 méter, teljes szerkezeti hossza 8,0 méter.[2]